# بطريرك أنطاكية

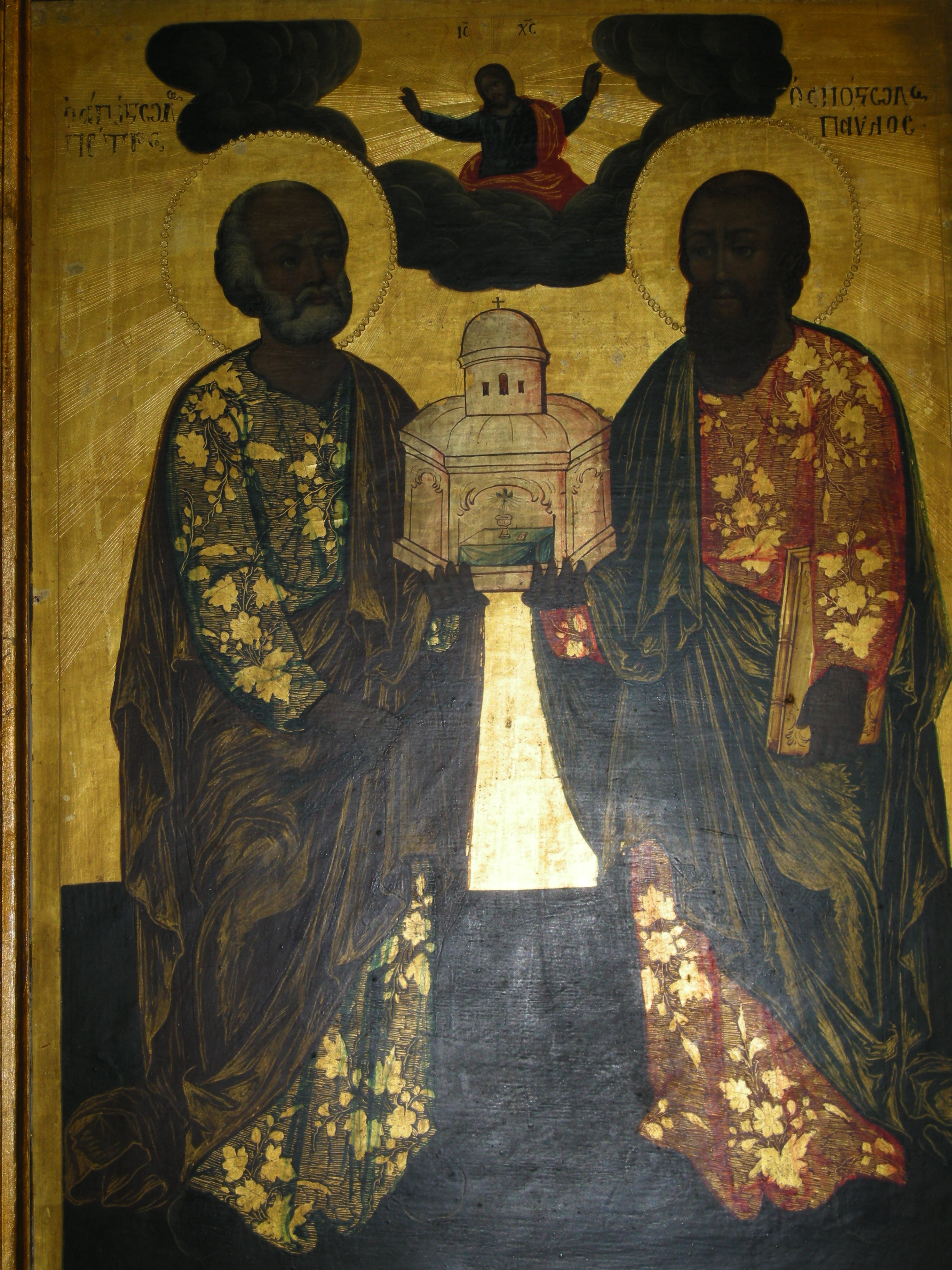
أيقونة لمؤسسي الكرسي الإنطاكي بطرس وبولس، من الفن البيزنطي.

بطريرك أنطاكية وفي الصيغة الكاملة بطريرك أنطاكية وسائر المشرق أو بطريرك أنطاكية، مدينة الله العظمى، هو اللقب أو المنصب الذي يشغله رئيس الأساقفة في الولاية الإنطاكية، ويعتبر المنصب الإداري الأعلى للكنيسة في إطار الولاية البطريركيّة الإنطاكيّة، وهي بشكل رئيسي سوريا ولبنان والعراق وأجزاء من جنوب تركيا. ويقوم النظام على التسلسل في خلافة رسل المسيح، فبحسب التقاليد الإنطاكية فإنّ القديسين بطرس وبولس هما مؤسسا الكرسي الإنطاكي. منذ القرن السادس، انقسم الكرسي الإنطاكي إلى عدة فروع، وحاليًا يحمل اللقب رؤساء خمس كنائس، هي: الكنيسة السريانية الأرثوذكسية، وكنيسة الروم الأرثوذكس، والكنيسة المارونية وكنيسة الروم الكاثوليك والكنيسة السريانية الكاثوليكية؛ وكان منذ عهد الحملات الصليبية يعين بطريرك من الطقس اللاتيني إلا أنه ألغي في القرن العشرين.
كانت ولاية البطريرك الإنطاكي تشمل بادئ الأمر، معظم الشرق الأوسط عدا مصر وسط وغرب تركيا حاليًا، ثم فصلت في أعقاب مجمع أفسس عام 431 كنيسة قبرص، وفي أعقاب مجمع خلقيدونية عام 451 فصلت كنيسة القدس، بشكل إداري وبات رئيس أساقفتها هو بطريرك القدس؛ وكان لكبير أساقفة العراق لقب جاثيلق ما لبث أن تحوّل لشبه كنيسة رسمية مستقلة، وذات نفوذ مباشر إلى إيران وأقاليم شبه الجزيرة العربية؛ حاليًا فإن البطاركة غير منحصرين في النطاق الإنطاكي فحسب، فإن حركة الهجرة نحو العالم الجديد، دفعت لاستحداث أبرشيات المغترب، وهو ما أدى إلى بسط نفوذ البطاركة في العالم أجمع.
منذ القرن السابع، وباستثناء فترات قصيرة، فإن أغلب البطاركة الإنطاكيين سكنوا في مدينة دمشق لا إنطاكية، التي فقدت أهميتها وتحولت إلى مدينة ثغور. وينتخب البطاركة من قبل المجمع المقدس، ويتبادلون رسائل التثبيت مع سائر البطاركة من طوائفهم. وفي السابق، كان البطريرك الإنطاكي يحلّ ثالثًا في التشريفات بعد أسقف روما والقسطنطينية، وخلال العهد العثماني، كان القانون يلحظ لبطريرك أنطاكية موقع وتشريف رئيس الوزراء، وهو ما استمرّ عليه الحال في سوريا حتى اليوم؛ وقد لعب البطاركة دورًا هامًا في حياة الشرق الأوسط، فعلى سبيل المثال فإنّ استقلال لبنان تُعزى اليد الطولى فيه للبطريرك إلياس بطرس الحويك.

## التأسيس
كانت أنطاكية وتلقب «تاج الشرق الجميل» و«أروع مدن الشرق» ملتقى أهم الطرق التجارية، ولم تكن عاصمة إدارية وثقافية وعسكرية فحسب، بل أيضًا برزت أهميتها المسيحية باكرًا على ما يذكر سفر الأعمال. كانت الجماعات المسيحية الأولى تتواجد في المدن الكبرى، يرأسها أسقف هو أحد تلامذة المسيح أو أحد من انتدبهم التلامذة، ومع تزايد عدد المسيحيين أقام الأساقفة معاونين لهم ذوي صلاحيات رعائية هم القسس، غير أنهم يمثلون الأسقف ويتحدون معه. ومع انتشار المسيحية نحو الأرياف والمدن الأصغر حجمًا، لم يعد القسس أو الكهنة في ذات المدينة، بل أصبحت ولاية الأسقف تشمل رقعة جغرافية معينة، ومع تزايد عدد المسيحيين، لم يعد باستطاعة أسقف واحد أن يقوم بإدارة جميع الرعايا، فظهرت أسقفيات جديدة، أي يقوم أسقف أو أكثر بتعيين أسقف على ولاية جغرافية جديدة شرط أن تحوي كنائس ذات حجم كاف، غير أن الأسقف الجديد يظلّ في القضايا الخطيرة وفي الروابط الثقافية يرتبط بالكنيسة الأم التي تفرّع عنها، وهكذا ظهرت علاقة بين أسقفيات أم - أسقفيات بنت.
هذه الأسقفيات، ما لبثت بدورها، مع تشعب المسيحية، أن أقامت أسقفيات ذات علاقة تبعية لها، ومجمل هذا التقسيم يمثل الهرم التسلسلي في التشعب الكنسي. فالأسقفية الأم أو الأصل دعيت بطريركية، والأسقفية البنت دعيت مطرانية أو متروبوليت، في حين احتفظت الأسقفيات الصغرى باسمها أسقفية أو أبرشية. حين انعقد مجمع نيقية، لحظ ثلاث بطريركيات في روما والإسكندرية وأنطاكية؛ وقال أنه لا يبتدع نظامًا جديدًا، بل يحافظ على «الامتيازات القديمة» ذاتها.

## التاريخ

### القرون الأولى

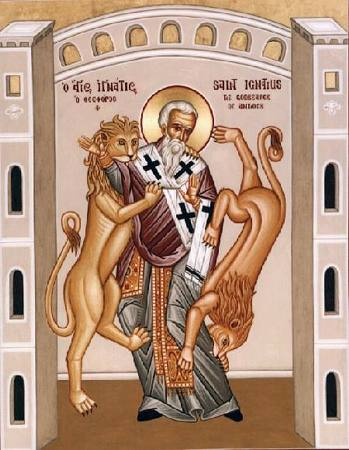
أيقونة بيزنطية تظهر مقتل القديس إغناطيوس نهشًا من قبل الأسود، وهو ثالث البطاركة الإنطاكيين وأحد آباء الكنيسة.

عاشت البطريركية الإنطاكية ظروفًا مزدهرة، وعرفت عصورًا ذهبية، كان مكدرها الأساسي التنوّع الكبير الثقافي في الشرق الأوسط، والصراعات الثقافية الناجمة عنه بين هذه المكونات، حتى دعي أبناء هذه المنطقة «مجردين من الحس العام» و«أصل البدع والهرطقات». فمع اندثار الوثنية السريع، وتواجد الثقافتين السريانية واليونانية بشكل كبير، وبروز أهمية مدرسة أنطاكية اللاهوتية، والوفرة المالية نتيجة الطرق التجارية التي تمرّ في سوريا، برزت الانشقاقات اللاهوتية، وكان للمذهب الآريوسي قوّة في البلاد، واستطاع أنصاره إيصال عدد من الأساقفة لمنصب البطريرك، وإذ كان احترام الوحدة آنذاك كبيرًا لم تحصل أية انشقاقات.

### القضية الخلقيدونية
كان عزل وحرم رئيس أساقفة القسطنطينية نسطور في مجمع أفسس عام 431 وشعبيته في المناطق البعيدة عن أنطاكية والخاضعة للإمبرطورية الفارسية، جعل من جاثليق العراق أكثر بعدًا عن أنطاكية وكامل الاستقلال عنها فعليًا؛ وبعد عشرين عامًا انعقد مجمع خلقيدونية عام 451 ليشكل نقطة حاسمة في تاريخ البطريركية، الأكثرية السريانية لاسيّما في الأرياف قد رفضت المجمع، في حين قبلت به أقلية سريانية وكافة هيلينيو الثقافة التابعين للقطس البيزنطي، وهذا ارتدى التنوع الطقسي الثقافي للمرة الأولى شكل انقسام عقائدي حول ما حدث لطبعي المسيح بعد اتحادهما.
لم يحصل الانقسام بين مؤيدي ورافضي المجمع مباشرة، إذ قد تتالى عدد من البطاركة المؤيدين أو المناوئين للمجمع أو متذبذبين بين الفريقين أمثال البطريرك فلافيان الثاني؛ وحينما اترقى الإمبراطور أناستاسيوس الأول العرش عام 491، وهو من رافضي مجمع خليقدونية، دعم البطريرك ساويروس الإنطاكي المناوئ العنيف للمجمع وساهم في رفعه لكرسي البطريركية عام 512، وحسب رواية المؤرخ إيفاغروس فإنه حال تسليم ساويروس رسائله البطريركية تصاعدت معارضته في صور وسوريا الجنوبية ودمشق وبصرى وحماة وسواها من المناطق. وفي عام 518 غدا يوسطين الأول امبراطورًا، وكان لاتينيًا ومؤمنًا بمجمع خليقدونية فضغظ لعزل ساويرس الذي هرب إلى مصر، في حين انعقدت مجامع في القسطنطينية وصور وسوريا الجنوبية وأقرت عزله وحرمه. هنا حدث الانشقاق الأول، إذ إن ساويروس استمرّ في مصر بإدارة جزء من الكنيسة، في حين عيّن بولس الملقب باليهودي خلفًا له في أنطاكية. وللمرة الأولى، حمل اثنان لقب البطريرك الإنطاكي، وفشلت محاولات الإمبراطور التالي يوسطيان في التوحيد؛ وعند وفاة القديس ساويرس انتخب له خلف على كرسي أنطاكية اللاخليقدوني.

### الانشقاق الملكي

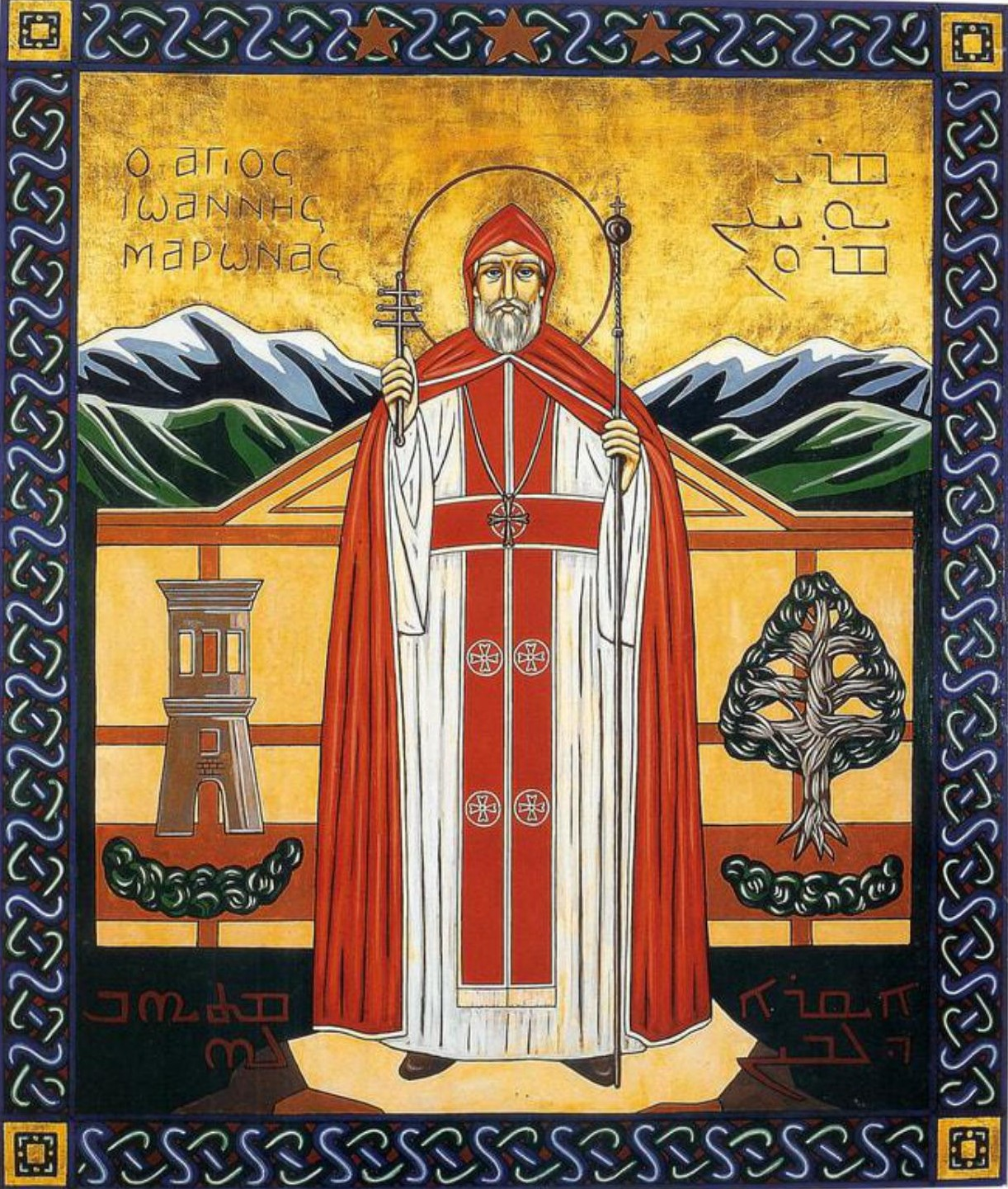
يوحنا مارون، البطريرك الماروني الأول لأنطاكية.

في عام 611 احتلّ الفرس أنطاكية وسائر سوريا، وفي عام 622 تمكن الإمبراطور هرقل من استعادتها، ونشر صيغة وسطى بين الفريقين بغية توحيد الإيمان هي المونوثيلية. تعاقب على الكرسي الأنطاكي عدد من البطاركة المونوثيليين في حين رفضها صفرونيوس بطريرك القدس، وكذلك كنيسة روما عام 649، أما إدانتها الشاملة من جميع الكنائس صدرت عام 680، غير أن العرب المسلمين كانوا قد فتحوا سوريا حينها، وقطعوا صلتها بالعاصمة أو روما، ومن نتائج ذلك، كما يقول كمال الصليبي بقاء المونوثيلية بشكلها البدائي القائلة بفعل واحد في المسيح دون تحديد مشيئته، منتشرة لعدة قرون لاحقة في المنطقة حتى اختفت تمامًا.
مع الفتح العربي الإسلامي لسوريا عام 633، مُنع الملكيون الإنطاكيون من رسامة بطريرك خاص لكونهم من مذهب وطقس الإمبراطورية البيزنطية التي كانت عدوة الدولة الجديدة؛ لقد استمر الشغور ما يفوق تسعة عقود حتى 742، واستعاض عنه الملكيون في رسامة بطريرك شرفي يقيم في القسطنطينية، لكنه لم يكن ذي صلاحيات، وأدى الشغور المذكور إلى نتائج كارثية من ناحية إدارة الكنيسة ونقص عدد المطارنة؛ وفي أواخر القرن السابع أو قبل ذلك التاريخ، فإن أساقفة مقيمين في دير مارون قرب نهر العاصي انتخبوا أحدهم وهو القديس يوحنا مارون، لملأ الفراغ الفعلي الحاصل، غير أن كنيسة القسطنطينية لم تعترف بالانتخاب، غير أنها كفت منذ العام 702 عن تعيين أي بطريرك لو شرفيًا لأنطاكية.

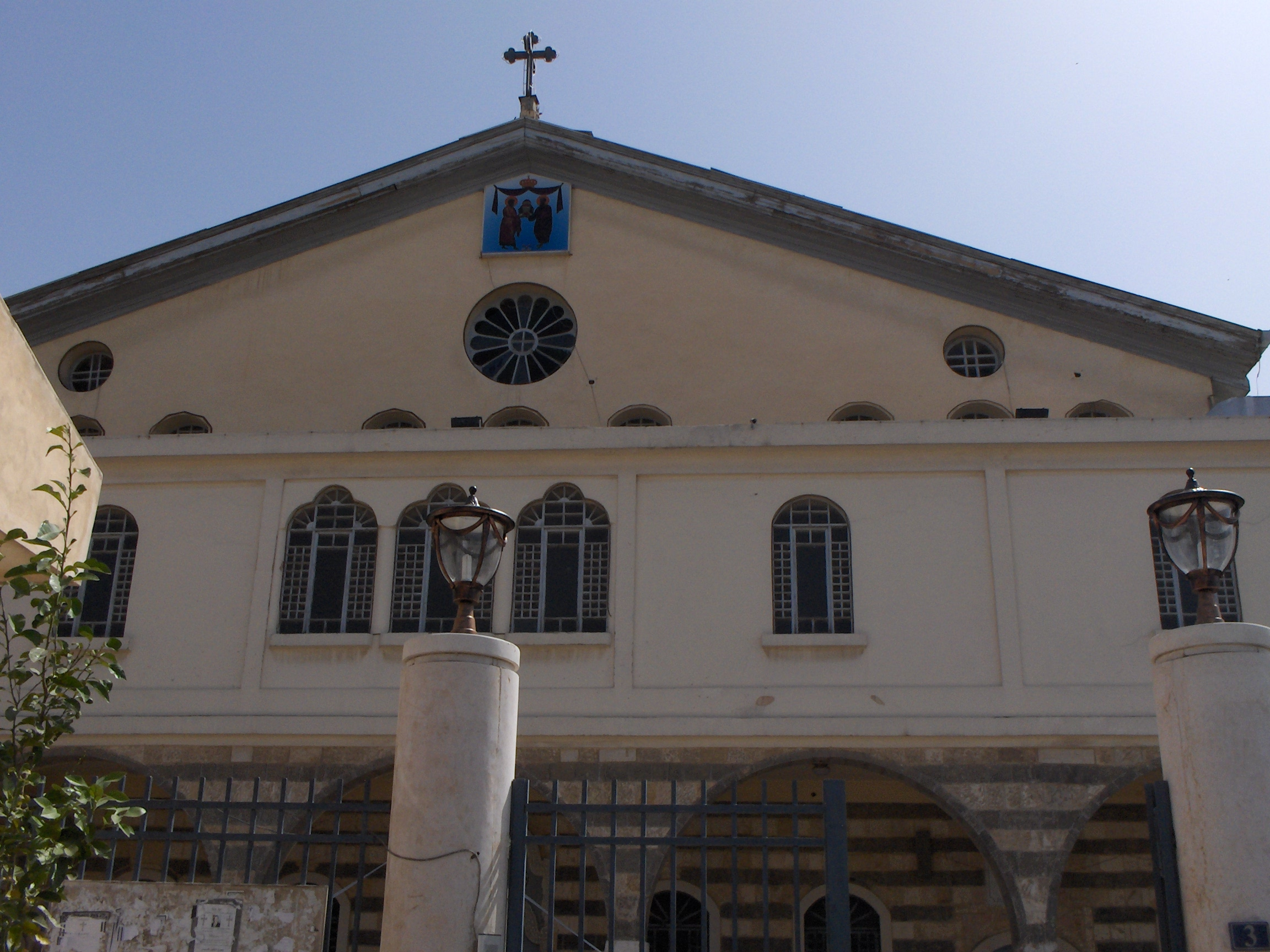
الكنيسة المريمية في دمشق، والتي تعود للعهد الأموي، وهي مقر الكرسي الإنطاكي للروم الملكيين الأرثوذكس.

في عام 742 سمح الخليفة هشام بن عبد الملك للملكيين بانتخاب بطريرك، فاختير اسطفان الثالث بعد فراع تسعة عقود وشغور كامل دام أربعة عقود، فكانت تلك المرة الأولى التي حمل بها ثلاثة أشخاص لقب بطريرك أنطاكية؛ حاول خليفته ثيوفلاكت بن قنبرة، إعادة إخضاع البطريرك الذي رسم في دير مارون بحملة عسكرية إلا أنه فشل على ما يذكر التلمحري عام 749. وبذلك ترسخ الانقسام.
القرون الخمسة التالية عمومًا كانت فترة مظلمة، لم ينبغ بها آباء جدد لكنيسة أنطاكية التي بات لها ثلاثة بطاركة: من السريان الأرثوذكس ويقيم في ماردين جنوب تركيا حاليًا؛ ومن الموارنة ويقيم في البترون؛ ومن الروم الأرثوذكس ويقيم في دمشق؛ وكلاً منهم يدعي شرعية خلافته للكرسي القديم.

### القرون الوسطى والحديثة
في عام 1098 ومع الحملة الصليبية الأولى عين بطريرك إنطاكي من الطقس اللاتيني، ومع زوال الحقبة الصليبية ظلّ تعيين بطاركة شرفيين لاتين لأنطاكية متوارثًا حتى القرن العشرين حين ألغي نتيجة التقارب مع الكنائس الشرقية خلال المجمع الفاتيكاني الثاني. وخلال العهد العثماني، كان البطاركة لا رؤساء دينيين فحسب، بل بموجب نظام الملل العثماني رؤساء مدنيين أيضًا، فمنحوا حق القضاء وإدارة الأحوال الشخصية والأوقاف بمعاونة الإكليروس، كما منحوا تشريفات خاصة. في عام 1662 أفلحت المحاولات التوحيدية في إيجاد الكنيسة السريانية الكاثوليكية ومنح رئيس أساقفتها لقب «بطريرك السريان» ثم «بطريرك السريان الإنطاكي»، وفي عام 1709 ويعد محاولات توحيدية مكثفة نشأت كنيسة الروم الملكيين الكاثوليك على يد البطريرك كيرلس الخامس.
خلال القرن العشرين، تمت بعض المحاولات لتوحيد الكرسي الإنطاكي، أو تحويل البطاركة الكاثوليك من بطاركة لطوائفهم إلى بطريرك واحد لأنطاكية، ومن هؤلاء الأب الفرنسي جان كوربون الذي عبّر في كتابه «كنيسة العرب» عن ألمه لتفتت البطريركية الإنطاكية وأهمية العمل على رأب صدعها.

## ولاية البطريرك
لم تدعِ بطريركية أنطاكية أو الإسكندرية لقب «المسكونية» خلافًا لكرسي روما والقسطنطينية لاحقًا. ومع ازدياد عدد المسيحيين، استحدثت بطريركيات جديدة، القسطنطينية بوصفها العاصمة، والقدس من حيث مكانتها. بعض المناطق التي استحدثت لم يستعمل رؤساء أساقفتها لقب بطريرك مثل قبرص التي تحولت إلى كنيسة مستقلة بقرار مجمع أفسس عام 431، بل اكتفى رئيسها بلقب «رئيس أساقفة»؛ بعض المناطق، تحولت إلى شبه كنائس مستقلة مثل جاثليق بابل - ولقب جاثليق هو لقب شرفي يلي البطريرك في الاحتفالات الرسمية - وكانت سلطته تشمل العراق وإيران وأقاليم الجزيرة العربية، أما استقلال أسقفيات القدس فقد جعل فلسطين عدا عكا والأردن خارج ولاية البطريرك الإنطاكي.
عمومًا فإن التقسيم الأبرشي والمتروبوليتاني للبطريركية الأنطاكية، كان يوافق إلى درجة كبيرة، في شكله الأول، التقسيمات الإدارية للإمبراطورية البيزنطية، وإن كانت التقسيمات الحديثة لم تعد متوافقة معه، لاسيّما بعد استقلال الطوائف ونشوء أبرشيات المهجر، بحيث بات البطريرك رئيسًا أعلى لكنيسته داخل حدود الولاية البطريركية وخارجها.
التقسيم التاريخي الأقدم، لولاية البطريرك الإنطاكي بعد مجمع خلقيدونية واستحداث بطريركية القدس تشمل إلى جانب الكنيسة البطريركية والكنيسة الجاثليقية، خمسة متروبولينيات وعشرة مطرانيات، وفق الشكل التالي:
- الكنيسة البطريركية: أنطاكية.
- الكنيسة الجاثليقية: قسطيفون.

| - متربوليت: - بيروت. - حلب. - دارا. - سرجيوبوليس. - حمص. | - المطرانيات: \| - - إيسورية، ومركزها سلوقية. - كليلكيا الأولى، ومركزها طرسوس. - كيليكيا الثانية، ومركزها عين زربة. - الأوسروان، ومركزها الرها. - ما بين النهرين، ومركزها آمد. \| - - سوريا الفراتية، مركزها هيرابوليس. - سوريا العليا (السعيدة)، ومركزها أفاميا. - فينيقية الأولى، ومركزها صور. - فينيقية الثانية، ومركزها دمشق. - العربية، ومركزها بصرى. \| |
| - - إيسورية، ومركزها سلوقية. - كليلكيا الأولى، ومركزها طرسوس. - كيليكيا الثانية، ومركزها عين زربة. - الأوسروان، ومركزها الرها. - ما بين النهرين، ومركزها آمد. | - - سوريا الفراتية، مركزها هيرابوليس. - سوريا العليا (السعيدة)، ومركزها أفاميا. - فينيقية الأولى، ومركزها صور. - فينيقية الثانية، ومركزها دمشق. - العربية، ومركزها بصرى. |